# Лема Накаями
Лема Накаями — твердження в теорії кілець що має важливі застосування зокрема в алгебраїчної геометрії. Термін застосовуєть для кількох нееквівалентних тверджень, як для комутативних так і некомутативних кілець. У комутативному випадку лема є простим наслідком результатів лінійної алгебри зокрема правила Крамера або теореми Гамільтона — Келі. Лема названа на честь японського математика Тадасі Накаями, який вперше сформулював її у досить загальному варіанті для некомутативних кілець. Часткові випадки, зокрема і комутативний варіант були відомі і раніше.

## Варіант для комутативних кілець

### Твердження і доведення
| Нехай R — комутативне кільце з одиницею 1, I ідеал в R, а M — скінченнопороджений модуль над кільцем R. Якщо IM = M, тоді існує a ∈ I такий, що {\displaystyle am=m,\,\forall m\in M}. |

Доведення леми. Нехай {\displaystyle m_{1},m_{2},...,m_{n}} — твірні модуля M. Так як M = IM, кожен з них задовольняє рівність:
{\displaystyle m_{i}=a_{i1}m_{1}+a_{i2}m_{2}+\dots +a_{in}m_{n}}, де {\displaystyle a_{ij}} — елементи ідеалу I. Тобто {\displaystyle \sum \limits _{j}(\delta _{ij}-a_{ij})m_{j}=0}.
З формули Крамера для цієї системи випливає, що для довільного j
{\displaystyle \operatorname {det} (\delta _{ij}-a_{ij})\cdot m_{j}=0}.
Так як {\displaystyle \operatorname {det} (\delta _{ij}-a_{ij})} рівний 1 — a, для деякого a, що належить ідеалу I, лема доведена.
Наступний наслідок з доведеного твердження також відомий як лема Накаями:
Наслідок 1: Якщо в умовах леми ідеал I має властивість, що для кожного його елемента a елемент 1 — a є оборотним (наприклад, це так, якщо I міститься в радикалі Джекобсона), необхідно повинно бути M = 0.
Доведення. Існує елемент a ідеалу I, такий що {\displaystyle am=m,\,\forall m\in M}, отже, {\displaystyle (a-1)m=0,\,\forall m\in M}, домножимо зліва на елемент, обернений до 1 — a, одержуємо, що M = 0.

### Застосування до модулів над локальними кільцями
Нехай R — локальне кільце, {\displaystyle {\mathfrak {m}}} — максимальний ідеал в R, M — скінченнопороджений R — модуль, і {\displaystyle \phi :M\to M/{\mathfrak {m}}M} — гомоморфізм факторизації. Лема Накаями дає зручний засіб для переходу від модуля M над локальним кільцем R до фактор-модуля {\displaystyle M/{\mathfrak {m}}M}, який є скінченновимірним лінійним простором над полем {\displaystyle R/{\mathfrak {m}}}. Наступне твердження також вважається однією з форм леми Накаями, для цього випадку:
| Елементи {\displaystyle m_{1},m_{2},...,m_{n}\in M} породжують модуль M тоді і тільки тоді, коли їх образи {\displaystyle \,\phi (m_{1}),\phi (m_{2}),...,\phi (m_{n})} породжують фактор-модуль {\displaystyle M/{\mathfrak {m}}M}. |

Доведення. Нехай S — підмодуль в M, породжений елементами {\displaystyle m_{1},m_{2},...,m_{n}}, Q = M/S — фактор-модуль і {\displaystyle \pi :M\to Q} — гомоморфізм факторизації.
Так як {\displaystyle \,\phi (m_{1}),\phi (m_{2}),...,\phi (m_{n})} породжують фактор-модуль {\displaystyle M/{\mathfrak {m}}M}, це означає, що для всякого {\displaystyle m\in M} існує {\displaystyle s\in S}, такий що {\displaystyle m+s\in {\mathfrak {m}}M}. Тоді {\displaystyle \pi (m)=\pi (m+s)\in {\mathfrak {m}}Q}. Оскільки {\displaystyle \pi } сюр'ективне, це означає, що {\displaystyle Q={\mathfrak {m}}Q}. Згідно леми Накаями (точніше, згідно Наслідку 1) Q = 0, тобто S = M.
Справедливим є ще один варіант леми Накаями для модулів над локальними кільцями:
| Нехай {\displaystyle \phi :\,M\to N} — гомоморфізм скінченнопороджених R — модулів. Він індукує гомоморфізм фактор-модулів {\displaystyle \phi _{0}:\,M/{\mathfrak {m}}M\to N/{\mathfrak {m}}N}. Ці гомоморфізми сюр'єктивні або не сюр'єктивні одночасно. |

На основі цієї форми леми Накаями виводиться наступна важлива теорема:
| Всякий скінченнопороджений проєктивний модуль над локальним кільцем є вільним. |

### Квадрати скінченнопороджених ідеалів
Ще одним важливим наслідком леми Накаями є таке твердження: Нехай I — скінченнопороджений ідеал в комутативному кільці R і при цьому I не рівний самому кільцю і нульовому ідеалу. Тоді якщо I I = I (тобто ідеал рівний своєму квадрату), то ідеал I — головний, при чому елемент, що його породжує є ідемпотентним.
Справді оскільки скінченнопороджений ідеал є за означенням також скінченнопородженим модулем згідно леми Накаями, якщо I I = I то існує елемент e ∈ I такий, що {\displaystyle em=m,\,\forall m\in I}. Звідси також e e = e тобто елемент e є ідемпотентом і R e є підмножиною I оскільки e ∈ I. Звідси I = R e.
Як наслідок жоден ненульовий власний скінченнопороджений ідеал області цілісності не рівний своєму квадату. Зокрема у кільці Нетер всі ненульові власні ідеали не рівні своєму квадрату.

## Некомутативний випадок
У некомутативному випадку один з варіантів леми Накаями можна сформулювати так:
| Нехай R — деяке довільне кільце з одиницею 1, M — скінченнопороджений правий модуль над кільцем R. Тоді якщо J(R) позначає радикал Джекобсона то J(R) M є власним підмодулем модуля M. |